# Northrop X-4
Northrop X-4 Bantam byl prototyp malého dvoumotorového letounu z roku 1948, vyrobeného firmou Northrop. Koncepcí jde o bezocasý letoun – letoun nemá vodorovné ocasní plochy. Řízení stroje v tomto případě, podobně jako u samokřídel, zajišťují tzv. elevony, kombinující funkci výškovky (při souhlasné výchylce obou ploch) a křidélek.

## Vývoj a konstrukce

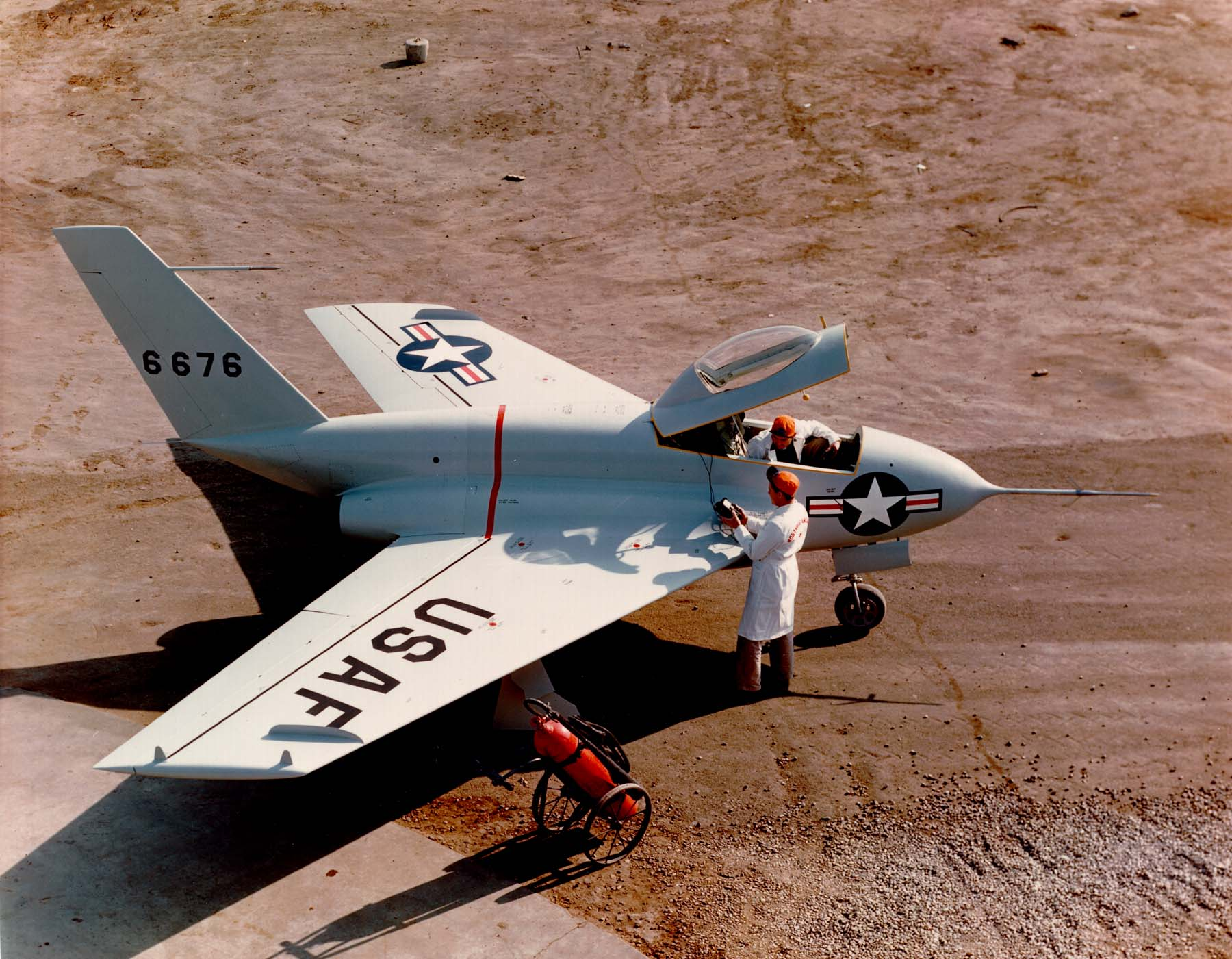
První prototyp letounu Northrop X-4 (46-676)

Řada aerodynamiků se domnívala, že bezocasá koncepce (sama o sobě nikterak nová, mj. lze zmínit řadu prototypů Pterodactyl britské letecké firmy Westland z meziválečného období, ovšem přiblížení se k rychlostem kolem Mach 1 vedlo k oživení zájmu i o tuto koncepci) dokáže odstranit některé problémy s ovladatelností a stabilitou letounů při vysokých rychlostech, kdy u letounů tzv. klasické koncepce dochází za křídlem k výraznému ovlivňování proudění kolem vodorovných ocasních ploch.
Mezi prvními reaktivními bezocasými letouny najdeme kupř. německý raketový Messerschmitt Me 163B Komet, nebo těsně poválečný britský de Havilland D.H.108 Swallow. V USA byl výsledkem zájmu o ověření této koncepce u vysokorychlostních letounů mj. i vznik typu Northrop X-4. Zadání vývoje právě této firmě rozhodně není překvapivé – její zakladatel, John K. (Jack) Northrop, se již po řadu let zabýval konstrukcemi neortodoxně koncipovaných letounů, mj. již od roku 1926 pracoval na konstrukci samokřídel, či – právě v souvislosti s X-4 – nelze pominout, že firma za války zkonstruovala a ve dvou prototypech postavila stíhací letoun bezocasé koncepce, Northrop XP-56 Black Bullet. Northrop měl také zkušenosti získané při konstrukci bombardérů XB-35 a YB-49. Kontrakt na výrobu dvou prototypů podepsali zástupci USAF s firmou Northrop 11. června 1946.
Firmou Northrop Corporation byly postaveny dva prototypy experimentálního letounu X-4 Bantam (nesly sériová čísla 46-676 a 46-677). První letoun byl dodán na Muroc Air Force Base v listopadu 1948. Stroj poprvé vzlétl 15. prosince 1948, v kokpitu byl zkušební pilot Charles Tucker. Na druhém X-4 bylo podniknuto mnoho zkušebních letů, celý program alespoň částečně přispěl k rozvoji znalostí aerodynamiky vysokých rychlostí – byť stroj vlastně velice rychle zastaral, ostatně i jako mnoho jiných konstrukcí z té doby (do oblasti stejných rychlostí pronikaly prakticky současně i prototypy bojových letounů, takže mnohé vysloveně zkušební stroje tak ztrácely svoje opodstatnění, protože potřebná data byla současně zjišťována i během zkušebních letů prototypů budoucích bojových typů). Celý program X-4 trval do 29. září 1953, kdy druhý X-4 provedl svůj 81. a zároveň poslední let. Oba letouny přežily celý testovací program a zachovaly se do dnešních dnů. První X-4 byl převezen do letecké akademie Spojených států, Colorado Springs, Colorado, potom byl vrácen zpět na Edwardsovu leteckou základnu (původně Muroc AFB). Druhý stroj je vystaven v Národním Leteckém muzeu Spojených států na Wright-Patterson AFB (Dayton, stát Ohio).
Konstruktéři koncepci bezocasých letounů v budoucnu již nikdy zcela neopustili (byť spíše zůstává v jistém „stínu“ a na okraji, vedle strojů koncepce již desítky let považované za klasickou), příkladem může být Vought F7U Cutlass (který se dočkal i sériové výroby a sloužil na letadlových lodích), řada strojů Mirage francouzské firmy Avions Marcel Dassault, švédský Saab 35 Draken, či americké letouny Douglas F4D, Convair XF-92 a Convair F-102. Rovněž nelze zapomenout na britský těžký proudový bombardér Avro 698 Vulcan.

## Specifikace

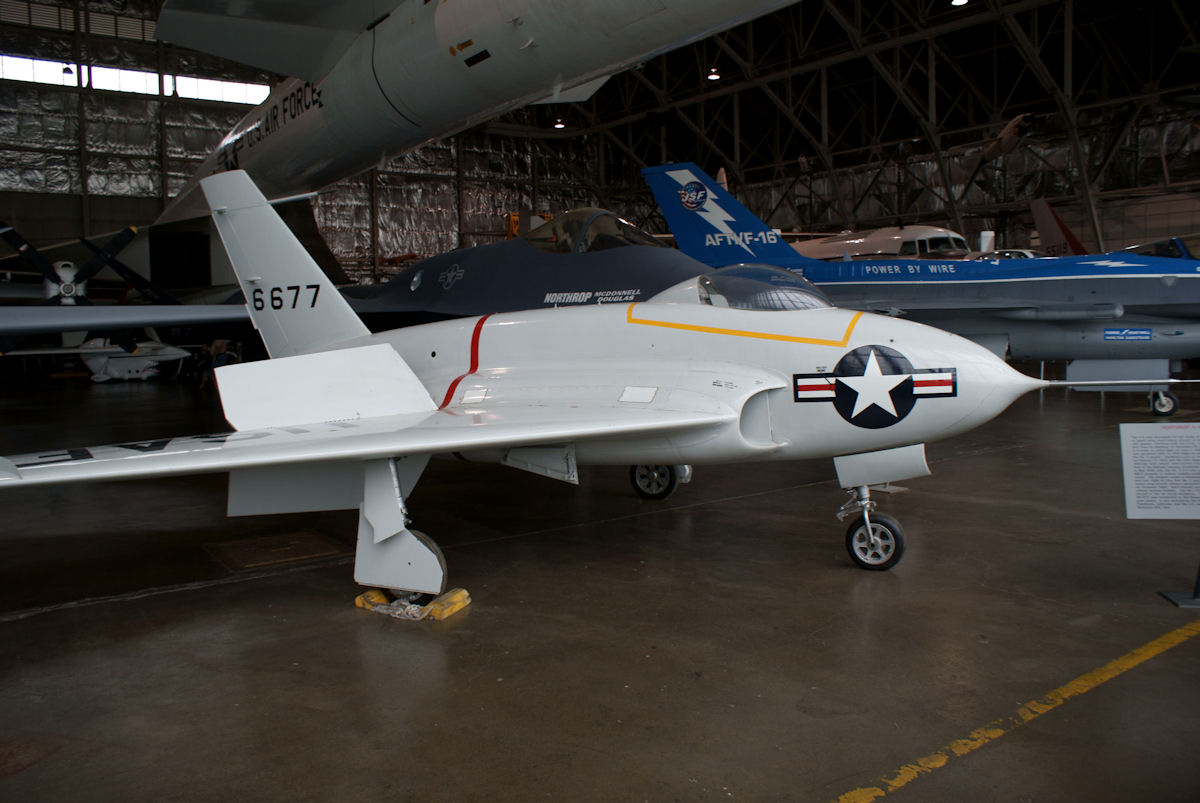
Druhý prototyp letounu Northrop X-4 Bantam (46-677)

### Technické údaje a výkony
Jednomístný dvoumotorový experimentální letoun, bezocasý středoplošník s šípovým křídlem a příďovým zatahovacím podvozkem.
Pohonnou jednotku tvořila dvojice proudových motorů Westinghouse J30, zprvu verze XJ30-WE-7, později XJ30-WE-9. Maximální tah motoru byl 1560 lb.s.t. (6,94 kN statického tahu).
| Osádka:                     | 1 (pilot)  |
| Rozpětí:                    | 8,18 m     |
| Délka                       | 7,09 m     |
| Výška:                      | 4,52 m     |
| Nosná plocha:               | 18,52 m²   |
| Hmotnost prázdného letounu: | 2 540 kg   |
| Vzletová hmotnost:          | 3 547 kg   |
| Nejvyšší rychlost:          | 1 030 km/h |
| Dostup:                     | 13 411 m   |
| Dolet:                      | 680 km     |